# Кошарево
Кошаре́во (болг. Кошарево) — село в Перницькій області Болгарії. Входить до складу общини Брезник.

## Населення
За даними перепису населення 2011 року у селі проживали 253 особи, з них 191 особа (99,5%) — болгари.
Розподіл населення за віком у 2011 році:
Динаміка населення: